# Andrea Bettinelli
Andrea Bettinelli (Bergamo, 6 ottobre 1978) è un altista italiano.

## Biografia
Si allena a Caravaggio sotto la guida di Orlando Motta e Pierangelo Maroni. Ha ottenuto il primo importante risultato a livello internazionale nel 2002, qualificandosi per la finale terminata con il nono posto ai Campionati europei di Monaco di Baviera.
Ha partecipato ai Campionati del mondo di atletica leggera di Parigi nel 2003 (19º), di Helsinki nel 2005 (16º), di Osaka nel 2007 (16º), ai campionati del mondo indoor di  Birmingham nel 2003 (9º) e di Budapest nel 2004 (16º), ma arrivando sempre ad un passo dalle finali. Agli europei indoor di Madrid nel 2005 si è classificato 6º. Agli Europei di atletica leggera indoor 2007 di Birmingham si è classificato 5º.
Il suo record personale indoor è 230 cm, stabilito nel 2002 a Genova durante i Campionati italiani che gli ha valso il record italiano indoor. Il suo record outdoor è di 231 cm stabilito a Rieti nel 2003 nel corso dei Campionati italiani.
Ha vinto il titolo italiano assoluto nel 2003 e i titoli indoor nel 2003, nel 2004 e nel 2007. Ha vinto la Coppa Europa 1st League a Milano nel 2007 con 2,30.

## Progressione

### Outdoor
| Stagione | Risultato | Luogo     | Data       | Rank. Mond. |
| -------- | --------- | --------- | ---------- | ----------- |
| 2011     | 2.25      | Torino    | 26/06/2011 |             |
| 2009     | 2.26      | Pescara   | 24/05/2009 |             |
| 2008     | 2.30      | Eberstadt | 29/06/2008 |             |
| 2008     | 2.30      | Annecy    | 21/06/2008 |             |
| 2008     | 2.30      | Viersen   | 08/06/2008 |             |
| 2007     | 2.30      | Milano    | 23/06/2007 |             |
| 2006     | 2.28      | Algeri    | 22/06/2006 |             |
| 2005     | 2.27      | Roma      | 08/07/2005 |             |
| 2004     | 2.22      | Mosca     | 29/05/2004 |             |
| 2003     | 2.31      | Rieti     | 03/08/2003 |             |
| 2002     | 2.28      | Avezzano  | 25/08/2002 |             |
| 1999     | 2.23      | Torino    | 24/06/1999 |             |
| 1997     | 2.16      | Bergamo   | 19/07/1997 |             |
| 1996     | 2.04      |           | 01/01/1996 |             |

## Palmarès
| Anno | Manifestazione  | Sede       | Evento        | Risultato | Prestazione | Note  |
| ---- | --------------- | ---------- | ------------- | --------- | ----------- | ----- |
| 2005 | Europei indoor  | Madrid     | Salto in alto | 6º        | 2,30 m      | [ 2 ] |
| 2007 | Europei indoor  | Birmingham | Salto in alto | 5º        | 2,20 m      | [ 2 ] |
| 2007 | Mondiali        | Osaka      | Salto in alto | 16º (q)   | 2,26 m      |       |
| 2008 | Giochi olimpici | Pechino    | Salto in alto | 14º (q)   | 2,25 m      |       |
| 2009 | Europei indoor  | Torino     | Salto in alto | 16º (q)   | 2,22 m      |       |

## Campionati nazionali
1997
- Oro ai campionati italiani juniores, salto in alto - 2,09 m

1998
- 6º ai campionati italiani assoluti, salto in alto - 2,16 m
- Bronzo ai campionati italiani promesse, salto in alto - 2,11 m

1999
- Argento ai campionati italiani assoluti, salto in alto - 2,19 m
- 8º ai campionati italiani assoluti indoor, salto in alto - 2,14 m
- Oro ai campionati italiani universitari, salto in alto - 2,15 m
- Oro ai campionati italiani promesse, salto in alto - 2,16 m

2000
- 7º ai campionati italiani assoluti, salto in alto - 2,10 m
- 6º ai campionati italiani assoluti indoor, salto in alto - 2,17 m
- Argento ai campionati italiani promesse indoor, salto in alto - 2,13 m

2001
- 8º ai campionati italiani assoluti, salto in alto - 2,10 m
- 4º ai campionati italiani assoluti indoor, salto in alto - 2,14 m

2002
- Bronzo ai campionati italiani assoluti, salto in alto - 2,19 m
- Argento ai campionati italiani assoluti indoor, salto in alto - 2,30 m

2003
- Oro ai Campionati nazionali italiani indoor, salto in alto - 2,28 m
- Oro ai Campionati nazionali italiani, salto in alto - 2,31 m

2004
- Bronzo ai campionati italiani assoluti, salto in alto - 2,20 m
- Oro ai Campionati nazionali italiani indoor, salto in alto - 2,24 m

2005
- Bronzo ai campionati italiani assoluti, salto in alto - 2,24 m
- Argento ai campionati italiani assoluti indoor, salto in alto - 2,26 m

2006
- 4º ai campionati italiani assoluti, salto in alto - 2,19 m
- Bronzo ai campionati italiani assoluti indoor, salto in alto - 2,21 m

2007
- Oro ai Campionati nazionali italiani indoor, salto in alto - 2,29 m

2008
- Argento ai campionati italiani assoluti indoor, salto in alto - 2,24 m

2009
- 5º ai campionati italiani assoluti, salto in alto - 2,19 m

2010
- Argento ai campionati italiani assoluti indoor, salto in alto - 2,24 m

2011
- Bronzo ai campionati italiani assoluti, salto in alto - 2,25 m

2013
- Bronzo ai campionati italiani assoluti, salto in alto - 2,21 m

2014
- Bronzo ai campionati italiani assoluti, salto in alto - 2,19 m
- 4º ai campionati italiani assoluti indoor, salto in alto - 2,18 m

2015
- 11º ai campionati italiani assoluti, salto in alto - 2,10 m

2016
- 8º ai campionati italiani assoluti indoor, salto in alto - 2,09 m

2017
- 7º ai campionati italiani assoluti indoor, salto in alto - 2,05 m

## Altre competizioni internazionali
2003
- 9º al Golden Gala ( Roma), salto in alto - 2,20 m

2005
- 9º al Golden Gala ( Roma), salto in alto - 2,27 m
- 9º all'Athletissima ( Losanna), salto in alto - 2,20 m

2006
- Argento in Coppa Europa indoor ( Liévin), salto in alto - 2,26 m [3]

2008
- Argento in Coppa Europa ( Annecy), salto in alto - 2,30 m[3]